# Hexarthrius buquettii
Hexarthrius buquettii is een keversoort uit de familie vliegende herten (Lucanidae). De wetenschappelijke naam van de soort is voor het eerst geldig gepubliceerd in 1843 door Frederick William Hope.